# 九州·海上牧云记
《九州·海上牧云记》，中国大陆的古装剧，改编自九州系列作品当中今何在所著同名小说，导演曹盾，主演黄轩、窦骁、周一围等。2015年8月30日开机，2016年5月杀青。
在网络平台，于2017年11月21日登陆腾讯视频、爱奇艺和优酷播出。
在电视平台，起初定于湖南卫视2017年第四季度金鹰独播剧场播映，其后于2017年12月30日改為登陆湖南卫视日间剧场播放，並於2018年1月4日完播。

## 播出时间
| 频道                   | 所在地   | 播映日期       | 播出时间                                      | 备注         |
| ---------------------- | -------- | -------------- | --------------------------------------------- | ------------ |
| 腾讯视频、爱奇艺、优酷 | 中国大陆 | 2017年11月21日 | 每週二至週六20点各更新两集 会员提前看到下周六 |              |
| myTV SUPER             | 香港     | 2017年11月28日 |                                               | 緊貼內地點播 |
| dimsum                 | 马来西亚 | 2017年12月19日 | 每週二至週六20:00更新两集                     | 全马网络首播 |
| Amarin TV (Number 34)  | 泰國     | 2018年3月3日   | 週六，週日18.36 - 19.30                       |              |
| 衛視中文台             | 臺灣     | 2018年5月16日  | 每週二至週六00:00 - 02:00                     |              |
| 華語劇台               | 香港     | 2018年11月8日  | 週一至五12:45 - 14:30                         |              |
| 八大第一台             | 臺灣     | 2020年3月15日  | 每週日 22:00 - 00:00                          |              |

## 剧情
端朝末年，牧云皇族和穆如世家三百年的盟约因为一个星命预言而冰裂。预言说，六皇子牧云笙（黄轩饰）执剑则天下大乱，而穆如寒江（窦骁饰）将成为未来的皇帝。以牧云栾（王千源饰）和牧云德（张晓晨饰）为代表的地方势力密谋趁机夺权，为此不惜与邪恶势力合作。太子牧云笙不爱江山不信天命，为追寻真爱宁愿牺牲权力地位。穆如寒江生于世家长于市井，喜欢自由，又想守护秩序，历经艰险磨难，终于回归家族。硕风和叶（周一围饰）在与穆如铁骑的战斗中失去了亲人和族人，经过了血与火的洗礼，生与死的诀别，人情的冷暖，权力的碰撞之后，他从一个复仇者成长为铁沁之王。

## 演員表

### 主要演員
| 演员              | 角色     | 备注 |
| 黄轩 少年：鄭好   | 牧雲笙   | 大端朝六皇子/太子 半人半魅，父牧雲勤為大端當朝皇帝，母銀容妃為魅族。生性善良，惟星命預言「六皇子牧雲笙執劍則天下大亂」，故多年來極力抑壓心魔，本來必娶星命預言的未來皇后蘇語凝，但後來委請穆如寒江將蘇語凝帶走，避免再度造成各皇子相爭。喜歡魅靈盼兮。最后学会秘术，读懂人心，每个群臣都无法避开谎言，都说出心里话，尤其说出试探当年的皇帝刺杀银容妃的残酷事实。登上太子位后，群臣想办法将其杀死。 |
| 窦骁 少年：石云鹏 | 穆如寒江 | 大將軍穆如槊三子 星命預言將篡奪大端皇朝，成為皇帝，故自小被身為忠臣的父親趕出家門，為求生而廝混街頭，卻練就一身好武藝。参军4年，被牧云陆发现，想招揽之，后者拒绝。无奈离开军营，一路追赶，逃至蘇語凝家乡，一路暗中保护爱人蘇语凝。随后，和牧云陆寻找传国玉玺，过程凶险，被姬公主和天罗堂威逼说出秘图下落。                                                                                         |
| 周一围 少年：郑伟 | 碩風和葉 | 瀚州北方碩風部主君继承人/鐵沁 少時與牧雲笙、穆如寒江有一面之緣。喜歡牧雲嚴霜。途中意外碰到前往黑森林捕獵雪狼王的靖公主。靖公主以其命作誘餌誘殺雪狼王，無意中促讓其得到雪狼王贈與的雪狼王之心。再藉碩風蘇赫之手，併得300年前因詭計被封印的鐵王劍。而成為這時代的鐵沁。 |
| 徐璐 少年：李凯馨 | 蘇語凝   | 臣女/大端朝秀女/星命預言大端朝未來皇后 被覬覦鳳位的南枯月漓視為競爭對手，本來要嫁給牧雲笙成為太子妃，也就是大端朝未來的皇后，實際上對皇后之位沒絲毫興趣，後來在冊封為太子妃的隔天被穆如寒江帶走，只一心喜歡穆如寒江。 |
| 文咏珊            | 盼兮     | 荒神奴僕 來自海上的魅靈，奉荒神之命教牧雲笙秘術，並釋放其心魔（悠遊魅）。喜歡牧雲笙，為救牧雲笙，被聖師苓鶴清藉機擊殺，千萬游絲盡散。 |
| 张佳宁            | 牧雲嚴霜 | 靖王之女/代理牧云銀甲鐵騎將軍/寒殿下身旁死士/未來碩風部大阏氏 人稱靖公主。要強好勝。喜歡碩風和葉。 為幫前意中人寒殿下回朝備禮（雪狼王之心），自帶幾員部屬，前往黑森林捕獵雪狼王，途中意外捕捉到碩風和葉，以其性命作誘餌欲誘殺雪狼王，在碩風和葉與雪狼王爭鬥中，射出秘術銀劍，被碩風和葉拔出且釋放雪狼王逃出。無意中促讓碩風和葉得到雪狼王贈與的雪狼王之心。                                        |

### 牧雲皇族

#### 牧雲勤一支
| 演员   | 角色           | 备注 |
| 芦芳生 | 牧雲勤         | 大端朝皇帝 深愛銀容。被刺杀，中了秘术，全身瘫痪四年，却有楠枯皇后照顾和虐待，随后被牧云笙用秘术救回和医治，才来得及阻止牧云合戈第一次登上皇位。第二重生后，误认楠枯明仪是银蓉妃。心中决定立牧云笙位太子，遭众臣反对。因订婚礼上，太子被下毒发疯，看到盼兮显身救太子，而后群臣威逼，被逼下旨杀盼兮。後被南枯明儀之婢所弒。 |
| 蒋勤勤 | 南枯明儀       | 大端朝皇后 深愛牧雲勤，卻得不到夫君的愛，妒忌銀容。囚禁并折磨銀容多年，於兒子牧雲合戈的登基大典上，因合戈被弒而自殺。 |
| 张钧甯 | 銀容           | 銀容妃/废妃/牧雲笙之母 魅族，曾是世上最美的女性，連女人都感自卑。为了保护深爱的皇上，惨遭毁容，衰老且面目全非。后被南枯明儀囚禁和折磨，生不如死。 |
| 杨凯淳 | 銀容（毁容后） | 銀容妃/废妃/牧雲笙之母 魅族，曾是世上最美的女性，連女人都感自卑。为了保护深爱的皇上，惨遭毁容，衰老且面目全非。后被南枯明儀囚禁和折磨，生不如死。 |
| 彭冠英 | 牧雲合戈       | 大端朝三皇子 南枯明儀之子。謀朝篡位被軟禁後，又因出使瀚洲與索達猛和談而被釋放，後來再次篡位並成功。登基儀式進行到一半，被虞心忌帶來的穆如鐵騎所弒。 |
| 李子峰 | 牧雲寒         | 大端朝大皇子 喜歡牧雲嚴霜。師承穆如槊，並視為亞父。 |
| 孫堅   | 牧雲陸         | 大端朝二皇子 喜歡蘇語凝，游说嫁给他。多愁善感，總在危急時幫助穆如寒江。唯一熟记传国玉玺的秘图，被姬公主逼迫说出秘图的路线。皇帝康复后，命穆如槊连同苏语凝一同带回天启城。 |

#### 牧雲欒一支
| 演员              | 角色   | 备注 |
| 王千源            | 牧云栾 | 鄴王，大端前朝廢太子，與牧雲勤为同父兄弟。野心勃勃，記恨當年被廢，一心謀朝篡位。                                                                               |
| 张晓晨 少年：周奇 | 牧雲德 | 鄴王牧云栾次子，暗學秘術。拜墨羽辰為師，並認作亞父。一心要超越鄴王，父子勾心鬥角。                                                                             |
| 張瑤              | 穆如屏 | 牧云欒之妻 / 牧雲德之母 / 穆如槊之妹。政治婚姻的犧牲品，後因穆如氏被誣指叛國，男人遭流放殤洲（夸父族領地），女人與其子女被就地處死，最終被牧雲欒藉故親手殺害。 |

#### 南枯家
| 演员              | 角色     | 备注 |
| 矢野浩二          | 南枯祺   | 南枯明儀之兄，南枯月漓之父，因參與密謀弒君奪位失敗，而遭斬首及誅連九族。 |
| 万茜 少年：马泽涵 | 南枯月漓 | 南枯明儀姪女，一心欲透過牧雲合戈上位成為皇后，多次謀害蘇語凝。南枯家擁護牧雲合戈登位失敗後，家族女子被判為官妓。在妓院因故殺人及放火逃離後，得牧雲德收留，與鄴王、牧雲德、秦玉豐掌櫃各自勾搭。為博取牧雲合戈信任不惜毀容，欲利用牧雲合戈二次上位機會再次攀上權位高峰，卻慘遭牧雲合戈背叛。牧雲合戈二次上位時，被忠於穆和鐵騎之將領（虞心忌）弒殺後，撞牆詐死以逃脫牽累。被秦玉豐拯救後裝痴扮傻，藉以得到秦玉豐的庇護。頗有南枯明儀影子，甚至更勝前者，深得「南枯家的女人不會輸」的精髓。 |

#### 牧雲線週邊人物
| 演员   | 角色   | 备注 |
| 阚清子 | 姬昀璁 | 前朝大晟朝之姬公主，一心只想奪回天下，滅絕牧云一族。心裡對牧云笙一直有好感。因復國之由，冒充薛或之女欲奪取皇后之位。在上位行進半途中察覺，虞心忌為捍衛穆如氏忠貞精神，攜隊前往斬殺叛變奪位的牧云合戈登基禮，於是行進隊伍在尚未進入主殿之前，而要求隊伍先行轉向撤離。 |
| 杜玉明 | 龙锦焕 | 天罗堂堂主，與牧雲笙一樣，具半人半魅的血統基因。曾輔佐前朝姬公主之復國大業，擅用之武器為近乎失傳的天羅刀絲，後由凡拉凱瑟協助打造。 |
| 何杜娟 | 兰钰儿 | 牧云笙的贴身侍女，因故離開轉投牧云德門下。心中有不舍，但坚决离开牧云笙。後代替失信於牧云德的秦玉豐，成為新九州客棧掌櫃。 |
| 冯嘉怡 | 虞心忌 | 龙骧将军，前穆如氏家將。幼時雙親身故後由穆如家收養，故為穆如家將。曾守卫牧云苼达四年，随后又救驾有功，被认命龙骧将军，掌管御前侍卫。暗地里效忠牧云寒，联手陷害太子牧云笙。                                                                                           |
| 俞灏明 | 孤松拓 | 牧云銀甲軍的中參將，奉旨管理翰州各部落。後因過度自傲，輕視戰況而戰敗，被砍下首級，插嵌在瀚洲五大聯盟軍的馬車上遊行，死況慘烈。 |

### 穆如家
| 演员   | 角色     | 备注 |
| 曹卫宇 | 穆如槊   | 大端王朝大将军，穆如寒江之父。大端明帝牧云勤最信任的臣子。一心捍衛牧云江山的忠誠，卻也引來貪佞官員的仇視，導致穆如氏被陷害，闔族男子流放冰河殤州，女子孩童盡被屠殺。心裡總是最疼惜寒江，卻因現實無奈，屢屢只能帶給寒江傷害。 |
| 王一楠 | 牧云嫣   | 穆如夫人，穆如槊之妻，穆如寒江之母，皇帝牧云勤的妹妹。後因阻攔穆如槊追殺寒江，自刎阻擋而死。 |
| 曲高位 | 穆如寒山 | 大将军穆如槊之子，其弟為穆如寒江。情理上繼承下一任「穆如大將軍」之人選。平定瀚洲之戰因糧食短缺，使用很多不仁義計策，包含屠殺不超過馬背的孩童和女人激怒瀚洲聯軍、利用秘術覓蹤箭射牧云嚴霜，引碩風和葉救回找到秘術遮蔽的瀚洲聯軍大營。雖說最後戰敗被刻上奴隸的記號，卻一直喊著「穆如沒有退」的口號回天啟城，貫徹穆如威名，卻趕上穆如流放的悲情人物。 |
| 張峻鳴 | 穆如寒川 | 大將軍穆如槊之子，其弟為穆如寒江。心高氣傲，能力和判斷不出色，而因穆如姓氏派與守殤陽關。起初看不起寒江，更因認為寒江不配回來祠堂祭母而重傷寒江，但卻在寒江被構陷弒君之時，帶著穆如家族捍衛家園並相信寒江是被誣陷。 |
| 王建新 | 穆如金吉 | 穆如鐵騎的逃兵，瀚州行商，金珠海之父。硕风和叶的岳父，最后被其女婿追杀。 |

### 碩風家
| 演员                | 角色     | 备注 |
| 蒋毅                | 硕风达   | 硕风和叶之父，因受碩風和葉帶回之逃犯神算師牽累，遭穆如鐵騎處死。 |
| 李念                | 龙格丹珠 | 硕风和叶之母，因受碩風和葉帶回之逃犯神算師牽累，遭穆如鐵騎處死。 |
| 热依扎              | 金珠海   | 硕风和叶第一任妻子，因赫兰铁朵愛戀碩風和葉，心生忌妒，陷害其慘遭其摯友侮辱，為成全碩風和葉向端朝復仇的心願，放棄與他到綠洲共度餘生的夢想，也為讓他借助赫蘭一族力量，以匕首自盡身亡，讓他從平凡人的生活裡離開，放他自由去施展抱負。 |
| 王思思 少年：陳婧暘 | 赫兰铁朵 | 赫兰铁辕之妹，赫兰部落的蛇蝎美人，想得到硕风和叶，卻也一直一心幫助他成為九州的王。依然无法得到硕风和叶的爱。 |
| 蔡鹭 少年：翟小光   | 赫兰铁辕 | 赫兰铁朵之兄，赫蘭部落的主君，野心勃勃，自稱鐵沁，想統一翰州攻下天启城。与速沁紫炎相恋，不计较地位与硕风和叶一起战穆和铁骑。忍心杀害速沁紫琰只因对方要脱盟。                                                                       |
| 陈炳强 少年：曹英睿 | 硕风苏赫 | 硕风部的萨坦，初時，無強壯身軀，騎術欠佳，無秘術法力，無狩獵能力，只會研製傷藥。後經阿姆以秘術開啟靈智，看路（靈識嚮導）與祝福祈求術，後再以生命藉由夸父斧解開鐵王劍與自身的靈識封印，成為全瀚州有史以來最偉大的薩坦。             |

### 其他人物
| 演员                | 角色     | 备注 |
| 李心艾              | 和术红玲 | 曾為黑森林的红袍詛咒女巫紅鳥阿姆，解除詛咒後為和术族和术卓卓的女兒，此族擅於與動物溝通，因能感知大地各種生物的語言，平均壽命只有30歲。 |
| 孫亮                | 和术卓卓 | 和术红玲的阿爸，穆和鐵騎的飼馬奴隸。為助女兒，於戰前散盡穆和鐵騎一千多匹的戰馬，逃亡中，被穆和鐵騎暗箭射殺。 |
| 杜淳 少年：石悦安鑫 | 路然轻   | 羽族之王 |
| 霍政谚              | 灰耳朵   | 雪狼王 |
| 张琰琰              | 苏嬷嬷   | 苏语凝的教养嬷嬷，於其當選皇宮秀女前的教育者。与天罗堂堂之子王鋍相恋，被蒙在鼓里，是名杀手。王鋍和穆如寒山打斗中，为了救爱人王鋍，被穆如寒山误杀。 |
| 游大庆              | 赫兰刀   | 赫兰部首领 |
| 顾璇                | 千鸿     | 娇俏的魅灵 |
| 侯伊荻              | 湄音     | 蛟族首领 |
| 高叶                | 速沁紫炎 | 速沁部的女主君,仇視硕风和叶一族之亡族之恨（當年滅族戰中唯一存活者）。与赫兰铁辕妻子，一边恨赫兰铁辕，一边怀上对方孩子，多次挑拨离间硕风和赫兰，也希望赫兰铁辕帮忙报屠族之恨。帮忙赫兰部对付穆和铁骑。最后带部落离开联盟，幸好有朔风和叶阻止，否则被赫兰铁辕杀害。 |
| 纪焕博              | 龙格鲲   | 龙格部最凶猛的猎人，因誤抓赫蘭鐵朵為奴，當赫蘭鐵朵逃離營地時被其撲殺。 |
| 宋允皓              | 苓鶴清   | 大端朝皇級經天派的聖師，算出蘇語凝為大端朝未來的皇后， |

## 外部連結
- 電視劇《九州海上牧云记》的新浪微博